# Григорьев, Валентин Филатович
Валентин Филатович Григорьев (1902—1941) — ответственный сотрудник Контрразведывательного отдела ГУГБ НКВД СССР, помощник начальника 3-го отдела ГУГБ НКВД СССР, начальник 2-го отдела Главного экономического управления (ГЭУ) НКВД СССР, майор государственной безопасности (1938). Расстрелян в 1941 году. Признан судом фальсификатором и нарушителем законности.

## Биография
Родился в русской семье крестьянина (позже отец работал мастером кондитерской фабрики и приказчиком в пароходном акционерном обществе, умер в 1906 г.). Состоял в ВКП(б) с 1929 года (член ВЛКСМ с 1919 г.).
Окончил городское училище, затем 2 курса военно-фельдшерской школы в 1918 году. С мая по ноябрь 1929 года учился в Институте путей сообщения им. Л. М. Кагановича.
В органах ВЧК—ОГПУ—НКВД с мая 1919 года : оперативный работник территориальных органов ЧК—ГПУ с 18 мая 1919 по май 1929 года, затем направлен Московским комитетом (МК) ВКП(б) в деревню для проведения раскулачивания. Сотрудник полномочного представительства (ПП) ОГПУ по Московской области с декабря 1929 года, затем оперативный уполномоченный ПП ОГПУ по Московской области. В дальнейшем переводится на должность начальника отделения Тульского оперативного сектора ГПУ, где проработал до 1933 года. Начальник отделения экономического отдела (ЭКО) ПП ОГПУ по Московской области с 1933 по июль 1934 гг. Начальник 1-го отделения ЭКО УГБ УНКВД Московской области до 10 октября 1934 г. Заместитель начальника ЭКО УГБ УНКВД Челябинской области с 10 октября 1934 по 4 июня 1935 года. Начальник ЭКО УГБ УНКВД Челябинской области с 4 июня 1935 по 8 августа 1936 года. Начальник ЭКО УГБ УНКВД Сталинградской области с 8 августа по 14 декабря 1936 года. Начальник контрразведывательного отдела (КРО) УГБ УНКВД Сталинградской области в течение последующих 11 дней, до 25 декабря 1936 г., при этом одновременно помощник начальника Управления НКВД Сталинградской области с 14 декабря 1936 г. по 15 апреля 1937 г., а также начальник 3-го отдела УГБ УНКВД Сталинградской области с 25 декабря 1936 г. по 15 апреля 1937 г.
В распоряжении отдела кадров НКВД СССР с 15 апреля по 19 июня 1937 года. Помощник начальника 3-го отдела ГУГБ НКВД СССР, одновременно начальник 2-го отделения 3-го отдела ГУГБ НКВД СССР с 19 июня 1937 г. по 28 марта 1938 г. Один из самых доверенных сотрудников бывш. начальника Сталинградского УНКВД и начальника КРО ГУГБ НКВД СССР А. М. Минаева-Цикановского. Принимал активное участие в проведении массовых арестов по национально-территориальному признаку по всей территории СССР в рамках национальных операций НКВД СССР в 1937—1938 гг. Заместитель начальника 8-го отдела («советская промышленность») 1-го Управления НКВД СССР с 28 марта по 10 июля 1938 г. Начальник 8-го отдела 1-го Управления НКВД СССР с 10 июля по 29 сентября 1938 г. Начальник 2-го отдела («тяжелая промышленность и машиностроение») ГЭУ НКВД СССР с 29 сентября 1938 по 9 марта 1939 года.
Арестован 25 апреля 1939 года на основании «показаний» Минаева-Цикановского и С. В. Ратнера. Внесен в списки В.Меркулова от 6 сентября 1940 года по 1-й категории.  Приговорён ВКВС СССР 7 июля 1941 к ВМН по ст.58-1"а" («измена Родине») и 58-11 («участие в антисоветской заговорщической организации в органах НКВД»). Расстрелян 27 июля 1941 года вместе с большой группой осужденных приговорами ВКВС СССР. Место захоронения и, возможно, расстрела - полигон НКВД «Коммунарка».
8 августа 2013 г. Судебной коллегией по делам военнослужащих Верховного суда РФ ст.ст. 58 обвинения были посмертно переквалифицированы на ст.193-17 УК РСФСР («злоупотребление служебным положением,…превышение власти… при особо отягчающих обстоятельствах») с сохранением ранее вынесенной меры наказания.

### Звания[5]
- капитан ГБ (25.12.1935);
- майор ГБ ( 23.03.1938).

### Награды
- знак «Почётный работник ВЧК—ГПУ (XV)», 20.12.1932;
- орден Красной Звезды, 22.07.1937.